# Действия в чужом интересе без поручения
Действия в чужом интересе без поручения — гражданско-правовые отношения, возникающие в связи с действиями одного лица по своей собственной инициативе в интересах другого лица.
Владелец имущества или деловой человек не всегда может сам заботиться о поддержании своего имущества в надлежащем состоянии или о постоянном ведении дел, не всегда может и заменить себя другим лицом: внезапный отъезд, болезнь и другие обстоятельства, при отсутствии близких и надежных людей или надлежащих учреждений, заставляют иногда лицо оставить свои дела на произвол судьбы. Во всех этих случаях добровольная забота о чужом имуществе или чужих делах — столь же большое благо, сколь большим злом представляется непрошеное вмешательство в чужие дела, при возможности заботы о них со стороны их хозяина.
Например, один из сособственников здания принимает меры по охране и обслуживанию лифтов в интересах всех сособственников, и пользование ими этими услугами признается в качестве молчаливого одобрения таких действий.
Источником современного института действий в чужом интересе без поручения стал квазиконтракт римского права negotiorum gestio, устанавливавший обязательство, возникающее без договора. Его участниками были:
- гестор (negotiorum gestor) — лицо, совершившее действия в интересах другого лица;
- доминус (dominus negotii) — лицо, получившее выгоду от этих действий, обладатель интереса (буквальное значение латинского слова «доминус» — «господин», «хозяин»).

Эти термины употребляются и в наше время.
В праве России институту действий в чужом интересе без поручения посвящена глава 50 Гражданского кодекса РФ, которая устанавливает следующие последствия таких действий:
- возмещение гестору понесенных расходов: до одобрения действий доминусом — в размере затрат и реального ущерба (но не более стоимости «спасенной» вещи), после одобрения действий доминусом — по правилам применимого договора (поручения, подряда, если выполнялись работы и др.); при известном отсутствии одобрения — не производится, за исключением спасения жизни или содержания третьего лица;
- выплата гестору вознаграждения, если это следует из закона, договора или обычая;
- переход обязанностей по сделке, совершенной гестором в чужом интересе, к доминусу.